# Bologna Football Club 1958-1959
Questa voce raccoglie le informazioni riguardanti il Bologna Football Club nelle competizioni ufficiali della stagione 1958-1959.

## Stagione

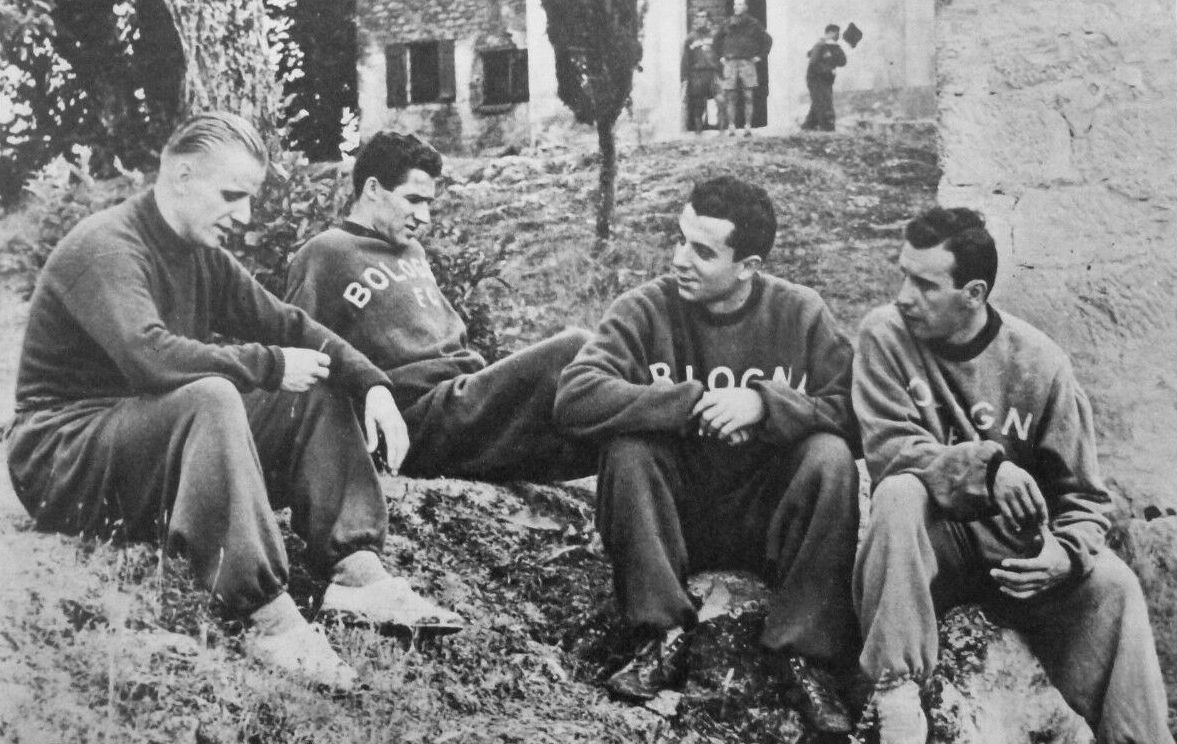
Da sinistra: Pilmark, Bendin, Pivatelli e Maschio in un momento di relax nel ritiro precampionato di Zocca.

Nella stagione 1958-1959 il Bologna ha disputato il campionato di Serie A, un torneo a 18 squadre che ha assegnato il titolo di campione d'Italia al Milan con 52 punti in classifica, alle spalle dei rossoneri la Fiorentina con 49 punti e l'Inter con 46 punti. Il Bologna con 31 punti ha ottenuto la decima posizione al centro della classifica, sono retrocessi la Triestina ed il Torino con 23 punti.
Il Bologna allenato da Alfredo Foni ha giocato un discreto torneo, ha fatto le sue prime apparizioni in prima squadra il giovane talentuoso del vivaio Giacomo Bulgarelli che ha esordito il 19 aprile a Bologna nella vittoria (1-0) sul L. R. Vicenza, si sono messi in evidenza nella squadra rossoblù, andando in doppia cifra i goleador Ezio Pascutti miglior marcatore stagionale con 17 reti e Gino Pivatelli che ne ha segnati 12.

## Divise
| Casa | Trasferta | Portiere |

## Rosa
| N. |                      | Ruolo | Calciatore         |
| -- | -------------------- | ----- | ------------------ |
|    | Italia (bandiera)    | P     | Attilio Santarelli |
|    | Italia (bandiera)    | P     | Anselmo Giorcelli  |
|    | Italia (bandiera)    | D     | Mirko Pavinato     |
|    | Italia (bandiera)    | D     | Fedele Greco       |
|    | Italia (bandiera)    | D     | Bruno Capra        |
|    | Italia (bandiera)    | D     | Battista Rota      |
|    | Italia (bandiera)    | D     | Giovanni Mialich   |
|    | Italia (bandiera)    | C     | Romano Fogli       |
|    | Danimarca (bandiera) | C     | Axel Pilmark       |
|    | Italia (bandiera)    | C     | Luigi Bodi         |
|    | Italia (bandiera)    | C     | Eugenio Fascetti   |

| N. |                       | Ruolo | Calciatore          |
| -- | --------------------- | ----- | ------------------- |
|    | Italia (bandiera)     | C     | Giacomo Bulgarelli  |
|    | Italia (bandiera)     | A     | Ezio Pascutti       |
|    | Italia (bandiera)     | A     | Gino Pivatelli      |
|    | Italia (bandiera)     | A     | Marino Perani       |
|    | Jugoslavia (bandiera) | A     | Bernard Vukas       |
|    | Argentina (bandiera)  | A     | Humberto Maschio    |
|    | Italia (bandiera)     | A     | Francesco Randon    |
|    | Italia (bandiera)     | A     | Giulio Bonafin      |
|    | Italia (bandiera)     | A     | Cesarino Cervellati |
|    | Italia (bandiera)     | A     | Gerardo Palmieri    |

## Risultati

### Serie A

#### Girone di andata
| Bari 21 settembre 1958 1ª giornata | Bari             | 0 – 0 | Bologna | Stadio della Vittoria\| Arbitro: \| Rebuffo (Milano) \| |
| Arbitro:                           | Rebuffo (Milano) |       |         |                                                         |

| Arbitro: | Moriconi (Roma) |

|                   |           |                |
| Pascutti 25’, 70’ | Marcatori | 29’ De Angelis |

| Arbitro: | Ferrari (Milano) |

|               |           |               |
| Pentrelli 64’ | Marcatori | 77’ Pivatelli |

| Arbitro: | Jonni (Macerata) |

|               |           |  |
| Pivatelli 33’ | Marcatori |  |

| Arbitro: | Lo Bello (Siracusa) |

|               |           |  |
| Brighenti 65’ | Marcatori |  |

| Arbitro: | Mori (Cremona) |

|                                        |           |                            |
| Pascutti 25’ Pivatelli 53’ Maschio 62’ | Marcatori | 80’ Pandolfini 82’ Orlando |

| Arbitro: | Rigato (Mestre) |

|                               |           |                          |
| Mazzero 48’ Armano 88’ (rig.) | Marcatori | 44’ Bonafin 79’ Pascutti |

| Arbitro: | Grillo (Napoli) |

|  |           |                                |
|  | Marcatori | 54’ (rig.) Tortul 78’ Santelli |

| Arbitro: | Orlandini (Roma) |

|                                                                       |           |                               |
| Montuori 8’ Lojacono 9’, 73’ Cervato 15’ (rig.) Petris 18’ Hamrin 60’ | Marcatori | 11’, 12’ (rig.) 54’ Pivatelli |

| Arbitro: | Marchese (Napoli) |

|                    |           |                         |
| Pivatelli 40’, 86’ | Marcatori | 47’ Corso 53’ Angelillo |

| Arbitro: | Campanati (Milano) |

|             |           |              |
| Savoini 44’ | Marcatori | 41’ Pascutti |

| Arbitro: | Butti (Como) |

|                |           |              |
| Tozzi 77’, 79’ | Marcatori | 44’ Pascutti |

| Arbitro: | Angelini (Firenze) |

|             |           |                 |
| Maschio 30’ | Marcatori | 10’ Del Vecchio |

| Arbitro: | Adami (Roma) |

|                        |           |                      |
| Sivori 11’ Charles 87’ | Marcatori | 71’ Maschio 90’ Bodi |

| Arbitro: | De Marchi (Pordenone) |

|                                        |           |  |
| Bodi 22’ (rig.) Pascutti 50’, 76’, 83’ | Marcatori |  |

| Arbitro: | Mori (Cremona) |

|                 |           |                 |
| Bodi 57’ (rig.) | Marcatori | 23’, 26’ Milani |

| Arbitro: | Bonetto (Torino) |

|                                                   |           |                                      |
| Schiaffino 19’ Grillo 47’ Altafini 49’ Danova 71’ | Marcatori | 15’ Fogli 27’ Pascutti 50’ Pivatelli |

#### Girone di ritorno
| Arbitro: | Grignani (Milano) |

|              |           |           |
| Pascutti 22’ | Marcatori | 52’ Conti |

| Arbitro: | Pieri (Trieste) |

|                    |           |  |
| Barison 65’ (rig.) | Marcatori |  |

| Arbitro: | Ferrari (Milano) |

|                    |           |  |
| Pivatelli 51’, 81’ | Marcatori |  |

| Arbitro: | Marchese (Napoli) |

|  |           |            |
|  | Marcatori | 31’ Perani |

| Arbitro: | Liverani (Torino) |

|                         |           |  |
| Perani 3’ Pivatelli 54’ | Marcatori |  |

| Arbitro: | Moriconi (Roma) |

|  |           |              |
|  | Marcatori | 47’ Pascutti |

| Bologna 22 marzo 1959 24ª giornata | Bologna          | 0 – 0 | Torino | Stadio Comunale\| Arbitro: \| Jonni (Macerata) \| |
| Arbitro:                           | Jonni (Macerata) |       |        |                                                   |

| Arbitro: | Campanati (Milano) |

|                                              |           |                   |
| Santelli 36’ Tortul 52’ (rig.) Del Negro 60’ | Marcatori | 66’, 90’ Pascutti |

| Arbitro: | Lo Bello (Siracusa) |

|  |           |                                 |
|  | Marcatori | 22’, 71’, 78’ Petris 85’ Hamrin |

| Arbitro: | Guigue |

|                                                        |           |             |
| Angelillo 1’, 55’ Bicicli 24’ Firmani 44’ Skoglund 80’ | Marcatori | 10’ Maschio |

| Arbitro: | Liverani (Torino) |

|            |           |  |
| Perani 59’ | Marcatori |  |

| Arbitro: | De Robbio (Torre Annunziata) |

|              |           |               |
| Pascutti 38’ | Marcatori | 83’ Fumagalli |

| Arbitro: | Rebuffo (Milano) |

|                                                             |           |                             |
| Vinicio 4’ (rig.) Vitali 32’ Del Vecchio 44’ Di Giacomo 69’ | Marcatori | 17’ (rig.) Bodi 86’ Maschio |

| Arbitro: | Cariani (Roma) |

|                                    |           |               |
| Pascutti 10’, 85’ Bonafin 52’, 55’ | Marcatori | 40’ Stacchini |

| Arbitro: | Jonni (Macerata) |

|             |           |  |
| Lorenzi 43’ | Marcatori |  |

| Arbitro: | Struthatos |

|                       |           |             |
| Grabesu 10’ Meroi 49’ | Marcatori | 51’ Bonafin |

| Arbitro: | Orlandini (Roma) |

|             |           |            |
| Bonafin 78’ | Marcatori | 46’ Danova |

## Statistiche

### Statistiche di squadra
| Competizione | Punti | In casa | In casa | In casa | In casa | In casa | In casa | In trasferta | In trasferta | In trasferta | In trasferta | In trasferta | In trasferta | Totale | Totale | Totale | Totale | Totale | Totale | DR |
| Competizione | Punti | G       | V       | N       | P       | Gf      | Gs      | G            | V            | N            | P            | Gf           | Gs           | G      | V      | N      | P      | Gf     | Gs     | DR |
| ------------ | ----- | ------- | ------- | ------- | ------- | ------- | ------- | ------------ | ------------ | ------------ | ------------ | ------------ | ------------ | ------ | ------ | ------ | ------ | ------ | ------ | -- |
| Serie A      | 31    | 17      | 8       | 6       | 3       | 26      | 18      | 17           | 2            | 5            | 10           | 21           | 35           | 34     | 10     | 11     | 13     | 47     | 53     | -6 |
| Coppa Italia |       | 1       | 1       | 0       | 0       | 3       | 2       | 1            | 0            | 0            | 1            | 1            | 2            | 2      | 1      | 0      | 1      | 4      | 4      | 0  |
| Totale       |       | 18      | 9       | 6       | 3       | 29      | 20      | 18           | 2            | 5            | 11           | 22           | 37           | 36     | 11     | 11     | 14     | 51     | 57     | -6 |

### Statistiche dei giocatori
| Giocatore     | Serie A  | Serie A | Coppa Italia | Coppa Italia | Totale   | Totale |
| Giocatore     | Presenze | Reti    | Presenze     | Reti         | Presenze | Reti   |
| ------------- | -------- | ------- | ------------ | ------------ | -------- | ------ |
| L. Bodi       | 20       | 4       | 2            | 0            | 22       | 4      |
| G. Bonafin    | 11       | 5       | 1            | 1            | 12       | 6      |
| G. Bulgarelli | 2        | 0       | -            | -            | 2        | 0      |
| B. Capra      | 17       | 0       | 1            | 0            | 18       | 0      |
| C. Cervellati | 7        | 0       | 1            | 0            | 8        | 0      |
| E. Fascetti   | 10       | 0       | 2            | 0            | 12       | 0      |
| R. Fogli      | 30       | 1       | 2            | 0            | 32       | 1      |
| F. Greco      | 24       | 0       | 2            | 0            | 26       | 0      |
| A. Giorcelli  | 14       | -23     | -            | -            | 14       | -23    |
| H. Maschio    | 15       | 5       | 1            | 1            | 16       | 6      |
| G. Mialich    | 10       | 0       | -            | -            | 10       | 0      |
| G. Palmieri   | 1        | 0       | -            | -            | 1        | 0      |
| E. Pascutti   | 31       | 17      | 2            | 2            | 33       | 19     |
| M. Pavinato   | 33       | 0       | 1            | 0            | 34       | 0      |
| M. Perani     | 25       | 3       | 1            | 0            | 26       | 3      |
| A. Pilmark    | 26       | 0       | 2            | 0            | 28       | 0      |
| G. Pivatelli  | 26       | 12      | 1            | 0            | 27       | 12     |
| F. Randon     | 14       | 0       | 1            | 0            | 15       | 0      |
| B. Rota       | 17       | 0       | -            | -            | 17       | 0      |
| A. Santarelli | 20       | -30     | 2            | -4           | 22       | -34    |
| B. Vukas      | 21       | 0       | -            | -            | 21       | 0      |